# Golden Globe Awards 1983
Die 40. Verleihung der Golden Globe Awards fand am 29. Januar 1983 statt.

## Gewinner und Nominierte im Bereich Film

### Bester Film – Drama
E.T. – Der Außerirdische (E.T. the Extra-Terrestrial) – Regie: Steven Spielberg
- Ein Offizier und Gentleman (An Officier and a Gentleman) – Regie: Taylor Hackford
- Sophies Entscheidung (Sophie’s Choice) – Regie: Alan J. Pakula
- The Verdict – Die Wahrheit und nichts als die Wahrheit (The Verdict) – Regie: Sidney Lumet
- Vermißt (Missing) – Regie: Costa-Gavras

### Bester Film – Musical/Komödie
Tootsie – Regie: Sydney Pollack
- American Diner (Diner) – Regie: Barry Levinson
- Das schönste Freudenhaus in Texas (The Best Little Whorehouse in Texas) – Regie: Colin Higgins
- Ein Draufgänger in New York (My Favorite Year) – Regie: Richard Benjamin
- Victor/Victoria – Regie: Blake Edwards

### Beste Regie
Richard Attenborough – Gandhi
- Costa-Gavras – Vermißt (Missing)
- Sidney Lumet – The Verdict – Die Wahrheit und nichts als die Wahrheit (The Verdict)
- Sydney Pollack – Tootsie
- Steven Spielberg – E.T. – Der Außerirdische (E.T. the Extra-Terrestrial)

### Bester Hauptdarsteller – Drama
Ben Kingsley – Gandhi
- Albert Finney – Der Konflikt – Du oder Beide (Shoot the Moon)
- Richard Gere – Ein Offizier und Gentleman (An Officier and a Gentleman)
- Jack Lemmon – Vermißt (Missing)
- Paul Newman – The Verdict – Die Wahrheit und nichts als die Wahrheit (The Verdict)

### Beste Hauptdarstellerin – Drama
Meryl Streep – Sophies Entscheidung (Sophie’s Choice)
- Diane Keaton – Der Konflikt – Du oder Beide (Shoot the Moon)
- Jessica Lange – Frances
- Sissy Spacek – Vermißt (Missing)
- Debra Winger – Ein Offizier und Gentleman (An Officier and a Gentleman)

### Bester Hauptdarsteller – Musical/Komödie
Dustin Hoffman – Tootsie
- Peter O’Toole – Ein Draufgänger in New York (My Favorite Year)
- Al Pacino – Daddy! Daddy! Fünf Nervensägen und ein Vater (Author! Author!)
- Robert Preston – Victor/Victoria
- Henry Winkler – Nightshift – Das Leichenhaus flippt völlig aus (Night Shift)

### Beste Hauptdarstellerin – Musical/Komödie
Julie Andrews – Victor/Victoria
- Carol Burnett – Annie
- Sally Field – Liebesgrüße aus dem Jenseits (Kiss Me Goodbye)
- Goldie Hawn – Zwei dicke Freunde (Best Friends)
- Dolly Parton – Das beste Freudenhaus in Texas (The Best Little Whorehouse in Texas)
- Aileen Quinn – Annie

### Bester Nebendarsteller
Louis Gossett Jr. – Ein Offizier und Gentleman (An Officier and a Gentleman)
- Raúl Juliá – Der Sturm (Eine überraschende Komödie) (Tempest)
- David Keith – Ein Offizier und Gentleman (An Officier and a Gentleman)
- James Mason – The Verdict – Die Wahrheit und nichts als die Wahrheit (The Verdict)
- Jim Metzler – Tex

### Beste Nebendarstellerin
Jessica Lange – Tootsie
- Cher – Komm zurück, Jimmy Dean (Come Back to the 5 & Dime, Jimmy Dean, Jimmy Dean)
- Lainie Kazan – Ein Draufgänger in New York (My Favorite Year)
- Kim Stanley – Frances
- Lesley Ann Warren – Victor/Victoria

### Bester Nachwuchsdarsteller
Ben Kingsley – Gandhi
- David Keith – Ein Offizier und Gentleman (An Officier and a Gentleman)
- Kevin Kline – Sophies Entscheidung (Sophie’s Choice)
- Eddie Murphy – Nur 48 Stunden (48 Hrs.)
- Henry Thomas – E.T. – Der Außerirdische (E.T. the Extra-Terrestrial)

### Beste Nachwuchsdarstellerin
Sandahl Bergman – Conan der Barbar (Conan the Barbarian)
- Lisa Blount – Ein Offizier und Gentleman (An Officier and a Gentleman)
- Katherine Healy – Six Weeks
- Amy Madigan – Liebe hinter Gittern (Love Child)
- Aileen Quinn – Annie
- Molly Ringwald – Der Sturm (Eine überraschende Komödie) (Tempest)

### Bestes Drehbuch
Paddy Chayefsky – Gandhi
- Costa-Gavras, Donald Stewart – Vermißt (Missing)
- Larry Gelbart, Murray Schisgal – Tootsie
- David Mamet – The Verdict – Die Wahrheit und nichts als die Wahrheit (The Verdict)
- Melissa Mathison – E.T. – Der Außerirdische (E.T. the Extra-Terrestrial)

### Beste Filmmusik
John Williams – E.T. – Der Außerirdische (E.T. the Extra-Terrestrial)
- Henry Mancini – Victor/Victoria
- Dudley Moore – Six Weeks
- Giorgio Moroder – Katzenmenschen (Cat People)
- Vangelis – Blade Runner

### Bester Filmsong
„Up Where We Belong“ aus Ein Offizier und Gentleman (An Officier and a Gentleman) – Will Jennings, Jack Nitzsche, Buffy Sainte-Marie
- „Eye of the Tiger“ aus Rocky III – Das Auge des Tigers (Rocky III) – Jim Peterik, Frankie Sullivan
- „If We Were In Love“ aus Geliebter Giorgio (Yes, Giorgio) – Alan Bergman, Marilyn Bergman, John Williams
- „Making Love“ aus Making Love – Burt Bacharach, Bruce Roberts, Carole Bayer Sager
- „Theme from Cat People“ aus Katzenmenschen (Cat People) – David Bowie, Giorgio Moroder

### Bester fremdsprachiger Film
Gandhi, Großbritannien – Regie: Richard Attenborough
- Am Anfang war das Feuer (Lu Guerre du feu), Frankreich – Regie: Jean-Jacques Annaud
- Fitzcarraldo, Westdeutschland – Regie: Werner Herzog
- La Traviata, Italien – Regie: Franco Zeffirelli
- Snowy River (The Man from Snowy River), Australien – Regie: George Miller
- Yol – Der Weg (Yol), Türkei – Regie: Şerif Gören

## Gewinner und Nominierte im Bereich Fernsehen

### Beste Fernsehserie – Drama
Polizeirevier Hill Street (Hill Street Blues)
- Dallas
- Der Denver-Clan (Dynasty)
- Hart aber herzlich (Hart to Hart)
- Magnum (Magnum, p.i.)

### Bester Darsteller in einer Fernsehserie – Drama
John Forsythe – Der Denver-Clan (Dynasty)
- Larry Hagman – Dallas
- Tom Selleck – Magnum (Magnum, p.i.)
- Daniel J. Travanti – Polizeirevier Hill Street (Hill Street Blues)
- Robert Wagner – Hart aber herzlich (Hart to Hart)

### Beste Darstellerin in einer Fernsehserie – Drama
Joan Collins – Der Denver-Clan (Dynasty)
- Linda Evans – Der Denver-Clan (Dynasty)
- Stefanie Powers – Hart aber herzlich (Hart to Hart)
- Victoria Principal – Dallas
- Jane Wyman – Falcon Crest

### Beste Fernsehserie – Komödie/Musical
Fame – Der Weg zum Ruhm (Fame)
- Cheers
- Love, Sidney
- M*A*S*H
- Taxi

### Bester Darsteller in einer Fernsehserie – Komödie/Musical
Alan Alda – M*A*S*H
- Robert Guillaume – Benson
- Judd Hirsch – Taxi
- Bob Newhart – Newhart
- Tony Randall – Love, Sidney

### Beste Darstellerin in einer Fernsehserie – Komödie/Musical
Debbie Allen – Fame – Der Weg zum Ruhm (Fame)
- Eileen Brennan – Private Benjamin
- Nell Carter – Gimme a Break!
- Bonnie Franklin – One Day at a Time
- Rita Moreno – 9 to 5
- Isabel Sanford – Die Jeffersons (The Jeffersons)

### Beste Miniserie oder bester Fernsehfilm
Wiedersehen mit Brideshead (Brideshead Revisited)
- Eleanor, First Lady of the World
- Golda Meir (A Woman Called Golda)
- Two of a Kind
- Unter den Augen der Justiz (In the Custody of Strangers)

### Bester Hauptdarsteller in einer Miniserie oder einem Fernsehfilm
Anthony Andrews – Wiedersehen mit Brideshead (Brideshead Revisited)
- Philip Anglim – The Elephant Man
- Robby Benson –  Two of a Kind
- Jeremy Irons – Wiedersehen mit Brideshead (Brideshead Revisited)
- Sam Waterstone – Oppenheimer

### Beste Darstellerin in einer Miniserie oder einem Fernsehfilm
Ingrid Bergman – Golda Meir (A Woman Called Golda)
- Carol Burnett – Life of the Party: The Story of Beatrice
- Lucy Gutteridge – Kleine Gloria - Armes reiches Mädchen (Little Gloria... Happy at Last)
- Ann Jillian – Mae West
- Lee Remick – Der verhängnisvolle Brief (The Letter)
- Jean Stapleton – Eleanor, First Lady of the World

### Bester Nebendarsteller in einer Serie, einer Miniserie oder einem Fernsehfilm
Lionel Stander – Hart aber herzlich (Hart to Hart)
- Pat Harrington Jr. – One Day at a Time
- John Hillerman – Magnum (Magnum, p.i.)
- Lorenzo Lamas – Falcon Crest
- Anson Williams – Happy Days

### Beste Nebendarstellerin in einer Serie, einer Miniserie oder einem Fernsehfilm
Shelley Long – Cheers
- Valerie Bertinelli – One Day at a Time
- Marilu Henner – Taxi
- Beth Howland – Imbiß mit Biß (Alice)
- Carol Kane – Taxi
- Loretta Swit – M*A*S*H